# NGC 2736
NGC 2736 is deel van een supernovarest in het sterrenbeeld Zeilen. Het hemelobject werd in 1834 ontdekt door de Britse astronoom John Herschel. NGC 2736 maakt deel uit van de Vela-supernovarestant die de Vela-pulsar bevat. De afstand van dit gebied is ongeveer 815 lichtjaar.

## Synoniemen
- ESO 260-N14
- De Potloodnevel